# Raman Yaliotnau
Raman Yaliotnau –en bielorruso, Раман Ялётнаў– (Chavusy, 10 de mayo de 1993), es un deportista bielorruso que compite en biatlón. Ganó una medalla de bronce en el Campeonato Europeo de Biatlón de 2019, en el relevo mixto.

## Palmarés internacional
| Campeonato Europeo | Campeonato Europeo           | Campeonato Europeo | Campeonato Europeo |
| Año                | Lugar                        | Medalla            | Prueba             |
| ------------------ | ---------------------------- | ------------------ | ------------------ |
| 2019               | Minsk-Raubichi (Bielorrusia) | Medalla de bronce  | Relevo mixto       |